# فلويد بانستر
فلويد بانستر (بالإنجليزية: Floyd Bannister)‏ هو لاعب كرة قاعدة أمريكي، ولد في 10 يونيو 1955 في بيير في الولايات المتحدة.

## وصلات خارجية
- فلويد بانستر على موقع دوري كرة القاعدة الرئيسي (الإنجليزية)
- فلويد بانستر على موقع الدوري الياباني لكرة القاعدة (الإنجليزية)
- فلويد بانستر على موقعبيزبول رفرنس.كوم (الدوري الرئيسي) (الإنجليزية)
- فلويد بانستر على موقعبيزبول رفرنس.كوم (الدوري الثانوي) (الإنجليزية)
- فلويد بانستر على موقع إي إس بي إن.كوم (أم.أل.بي) (الإنجليزية)
- فلويد بانستر على موقع مشجعي الرسوم البيانية (الإنجليزية)
- فلويد بانستر على موقع IMDb (الإنجليزية)